# Dyschiriognatha oceanica
Dyschiriognatha oceanica is een spinnensoort in de taxonomische indeling van de strekspinnen.
Het dier behoort tot het geslacht Dyschiriognatha. De wetenschappelijke naam van de soort werd voor het eerst geldig gepubliceerd in 1929 door Berland.